# フスターフ・デロール
フスターフ・デロール（Gustaaf Deloor、1913年6月24日 - 2002年1月28日）は、ベルギー、デ・クリンヘ出身の元自転車競技（ロードレース）選手。

## 来歴
第1、2回のブエルタ・ア・エスパーニャ総合優勝者である。プロ年代は1932年から1939年まで。
兄・アルフォンス・デロールも元プロ自転車選手であり、1935年、1936年のブエルタ・ア・エスパーニャでは兄弟揃って出場し、第1回は弟が優勝し、兄は6位。第2回は弟が連覇を果たし、兄も2位に入った。
第二次世界大戦に突入した1940年5月10日、ドイツ軍のベルギー侵攻を受け、約1200人の同胞とともに捕虜となった。1949年、アメリカに移住。1980年にベルギーへ戻った。

## 主な戦績
1935
 ブエルタ・ア・エスパーニャ 総合優勝、区間3勝=第3、11、14
1936
 ブエルタ・ア・エスパーニャ 総合優勝、区間3勝=第2、4、6
1937
ツール・ド・フランス 総合16位、区間1勝=第6
リエージュ〜バストーニュ〜リエージュ 2位